# Дихтер, Ави
Ави Дихтер (род. 14 декабря 1952 года, Ашкелон, Израиль) (ивр. אבי דיכטר‎) — израильский политический деятель, который занимал такие должности, как директор Шабака (2000—2005), министр внутренней безопасности Израиля (2006—2009), министр по защите тыла (2012—2013), министр сельского хозяйства (2022—), депутат кнессета 17—18 и 20—23 созывов.

## Биография
Авраам (Ави) Моше Дихтер родился в городе Ашкелон в семье Иегошуа и Малки Дихтер.
Армейскую службу проходил в Сайерет Маткаль под командованием Эхуда Барака. Во время резервистской службы Дихтер получил ЦАЛАШ за успешную военную операцию.
Ави Дихтер изучал криминологию и социологию в Бар-Иланском университете и управление бизнесом в университете Тель-Авива.
Дихтер женат, имеет троих детей.

### Служба в Шабак
После окончания армейской службы Ави Дихтер поступает на службу в Шабак, где делает быструю карьеру. В 1982 году он был назначен руководителем Южного отдела Шабак и записывает себе на счёт операцию по уничтожению одного из самых опасных палестинских террористов Яхие Аяша. В отместку, арабский самоубийца взрывает себя на улице Дизенгоф в Тель-Авиве. После убийства Ицхака Рабина Дихтер возглавил Департамент по охране и безопасности Шабак.
В 1999 году он был назначен заместителем руководителя спецслужбы. Уже через год Премьер-министр Эхуд Барак назначает Ави Дихтера на пост руководителя Шабак. В том же 2000 году палестинцы начинают интифаду Аль-Акса. Шабаку удаётся предотвратить множество терактов, но не убийство израильского министра туризма Рехаваама Зэеви. Политика Шабак в точечной ликвидации террористов и строительство забора безопасности приносят свои плоды в резком сокращении терактов на территории Израиля.
После пяти  лет на посту руководителя Шабак Ави Дихтер ушёл в отставку.

## Политическая деятельность
В 2005 году Дихтер объявил о своём вступлении в ряды партии Кадима. В мае 2006 года Дихтер занял пост министра внутренней безопасности в правительстве Эхуда Ольмерта.
В августе 2008 году Ави Дихтер вступает в борьбу за руководство партии, но на внутренних праймериз набирает только 6,5 % голосов, проигрывая Ципи Ливни (43,1 %), Шаулю Мофазу (42%) и Меиру Шитриту (8,5 %).
В августе 2012 года Ави Дихтер сдал свой мандат в кнессете и перешёл на работу в правительство Израиля, заменив Матана Вильнаи на посту министра тыла.
Тогда же Дихтер покинул Кадиму, в составе кнессета его сменил Ахмад Дабах.
В 2015 году на выборах в кнессет 20-го созыва стал депутатом от партии Ликуд.